# Purra
Purra är en tidigare småort i Nedertorneå socken i Haparanda kommun, Norrbottens län. Purra ligger mindre än 500 meter från gränsen till Finland och drygt en kilometer nordost om Marielund. Från 2015 inkluderas bebyggelsen i tätorten Haparanda.

## Befolkningsutveckling
| Befolkningsutvecklingen i Purra 1990–2010           | Befolkningsutvecklingen i Purra 1990–2010 | Befolkningsutvecklingen i Purra 1990–2010 | Befolkningsutvecklingen i Purra 1990–2010 | Befolkningsutvecklingen i Purra 1990–2010 |
| --------------------------------------------------- | ----------------------------------------- | ----------------------------------------- | ----------------------------------------- | ----------------------------------------- |
|                                                     |                                           |                                           |                                           |                                           |
| År                                                  |                                           |                                           | Folkmängd                                 | Areal (ha)                                |
| 1990                                                | 1990                                      |                                           | 62                                        | 10#                                       |
| 1995                                                | 1995                                      |                                           | 52                                        | 10#                                       |
| 2000                                                | 2000                                      |                                           | 66                                        | 13#                                       |
| 2005                                                | 2005                                      |                                           | 86                                        | 16#                                       |
| 2010                                                | 2010                                      |                                           | 101                                       | 17#                                       |
| Anm.: Sammanvuxen med Haparanda 2015. # Som småort. |                                           |                                           |                                           |                                           |